# Distrikt Constitución
Der Distrikt Constitución ist einer von acht Distrikten der Provinz Oxapampa in der Region Pasco in Peru. Er wurde 2010 aus Teilen des Distrikts Puerto Bermúdez gebildet. Der Distrikt erstreckt sich über eine Fläche von 3171 km² (nach anderen Quellen: 3053 km²). Im Distrikt wurden beim Zensus 2017 13.634 Einwohner gezählt. Zu ihm zählen acht Dörfer der Asháninka sowie drei Dörfer der Yanesha'. Verwaltungssitz ist die auf einer Höhe von 239 m am Río Palcazú gelegene Stadt Ciudad Constitución mit 6334 Einwohnern (Stand 2017).

## Geographische Lage
Der Distrikt Constitución erstreckt sich über die vorandine Region am Rande des Amazonasbeckens im Nordosten der Provinz Oxapampa. Die beiden Quellflüsse des Río Pachitea, Río Palcazú und Río Pichis durchfließen den Westen des Distrikts. Der östliche Teil des Distrikts wird von den Hügelkämmen des bis zu 2300 m hohen Sira-Gebirges durchzogen. Der Distrikt Constitución grenzt im Norden an den Distrikt Yuyapichis (Provinz Puerto Inca), im Osten an den Distrikt Iparía (Provinz Coronel Portillo), im Süden an den Distrikt Puerto Bermúdez sowie im Westen an den Distrikt Palcazú.